# Väter & Söhne (Ostrock)
Väter & Söhne nannte sich ein Bandprojekt, bei dem im Jahr 2002 der Rockgitarrist Peter „Cäsar“ Gläser und der Bluesmusiker Wolfram „Boddi“ Bodag gemeinsam mit ihren Söhnen Moritz „Moe“ Gläser (Bass) und Hannes Schulze (Schlagzeug) auf einer Bühne standen, mehrere Konzerte gaben und die CD Wie du mir so ich dir aufnahmen. Gespielt wurden vor allem Titel von Liedermacher Gerulf Pannach und Rockballaden. Dieses Repertoire ließ sich mit dem musikalischen Profil der Stammbands nicht umsetzen.

## Geschichte
Moritz Gläser und Hannes Schulze kamen frühzeitig mit der Musik ihrer Väter in Berührung. Zu Hause bei Hannes Schulze probte die Blankenfelder Boogie Band. Dabei sammelte der 14-jährige Schulze erste Banderfahrungen am Schlagzeug. Inzwischen spielt er schon lange bei Engerling, der Band seines Vaters. Ähnlich verhielt es sich in der Familie Gläser. Peter Cäsar Gläser und sein Sohn Robert Gläser spielten seit 1987 in der Band Cäsar & die Spieler zusammen. Robert Gläser spielte dort E-Bass. Seit 1999 ist er Mitglied der Rockband Six. 
Im 14. Lebensjahr beschloss Roberts jüngerer Bruder Moritz, Gitarrist zu werden. Später wurde er auch Bassist. Heute spielt Moritz Gläser in der Berliner Band K.O.Kicker.

## Weitere musikalisch erfolgreiche Söhne von DDR-Musikern
Ähnlich war das bei Stefan Kerth, der schon seit Mitte der 1980er Jahre den Bass in der Band seines Vaters, des Bluesmusikers Jürgen Kerth, spielt. Auch der City-Bassist Georgi Gogow hat einen Sohn, welcher Musikkarriere macht. Seit 2003 war Nicolaj Gogow als Nick Aragua Schlagzeuger der erfolgreichen Metalband Knorkator. 2005 trat Claudius Dreilich, der mit der Musik seines Vaters Herbert Dreilich aufwuchs, an dessen Stelle bei Karat.
Auffällig oft spielen Söhne von DDR-Musikern zusammen in Bands. Die Szene in der DDR war überschaubar, sodass die Familien sich gut kannten. Das war bei Moritz Gläser und Hannes Schulze so, die gemeinsam in der Bluesrockband Bluestift spielten. Andy Birr ist der Sohn von Dieter „Maschine“ Birr und Hendrik Röder der Sohn von Peter „Eingehängt“ Meyer (beide Puhdys). Birr und Röder spielten schon zusammen bei Rosalili, lange bevor sie mit Bell Book & Candle erfolgreich wurden. In der Gruppe Stamping Feet spielten zeitweise gleich drei Söhne von DDR-Rockmusikern zusammen: Sven Hertrampf (Dieter Hertrampf/Puhdys), Nick Scharfschwerdt (Klaus Scharfschwerdt/Puhdys) und Sebastian Reznicek (Jäcki Reznicek/Silly, East Blues Experience und Pankow). Reznicek sitzt außerdem am Schlagzeug bei Silly. Auf Tourneen spielt Uwe Hassbeckers Sohn Daniel das Keyboard. Daniel Hassbecker ist Mitglied der Berliner Formation Mariannenplatz und gehört darüber hinaus seit 2007 zur Band von Axl Makana.